# Raphidiocystis jeffreyana
Raphidiocystis jeffreyana är en gurkväxtart som beskrevs av R. och A. Fernandes. Raphidiocystis jeffreyana ingår i släktet Raphidiocystis och familjen gurkväxter. Inga underarter finns listade i Catalogue of Life.